# STAB1
STAB1‏ (Stabilin-1) هوَ بروتين يُشَفر بواسطة جين STAB1 في الإنسان.